# Calle Kristiansson (album)
Calle Kristiansson är ett musikalbum med Calle Kristiansson från 2009. Albumet innehåller låtar som Kristiansson framförde i Idol 2009. 

## Låtlista
1. Hungry Heart (Bruce Springsteen-cover) - 3:00
2. Are You Gonna Go My Way (Lenny Kravitz-cover) - 3:04
3. Here I Go Again (Whitesnake-cover) - 4:00
4. Bad Day (Daniel Powter-cover) - 3:42
5. With a Little Help From My Friends (The Beatles- och Joe Cocker-cover) - 5:16
6. It's Not Unusual (Tom Jones-cover) - 2:04
7. Jumpin' Jack Flash (The Rolling Stones-cover) - 2:59
8. Highway to Hell (AC/DC-cover) - 3:23
9. To Be With You (Mr. Big-cover) - 3:19
10. Your Song (Elton John-cover) - 4:05
11. Walking in Memphis (Marc Cohn-cover) - 4:18